# Parc d'État Butano
Le parc d'État Butano (en anglais : Butano State Park) est un parc d'État de Californie, aux États-Unis, abritant le canyon isolé recouvert de séquoias de Little Butano Creek, un affluent de Butano Creek dans le bassin versant de Pescadero Creek. Situé dans le comté de San Mateo près de Pescadero, le parc de 19 km² a été créé en 1956. 
Le parc comprend des kilomètres de sentiers de randonnée, des emplacements de camping-cars et des emplacements de camping. Il n'y a pas d'eau sur le site mais il y a de l'eau à proximité des ruisseaux saisonniers. 
Des promenades guidées dans la nature et des programmes de feux de camp le week-end sont proposés pendant l'été. 

## Nom
Butano en tant que nom a été appliqué aux concessions de terres, aux criques, aux chutes, aux crêtes et aux forêts. La mention la plus ancienne est celle du Padre Jaime Escudet en 1816. Un butano est ce que les premiers Californiens appelaient une tasse à boire en corne de taureau ou autre animal. Une origine amérindienne est possible. Il a été suggéré que le mot pourrait signifier « lieu de rencontre ». 

## Voir également
- Liste des parcs d'État de Californie